# Supercopa Nacional Catalana d'hoquei sobre patins masculina
|  | Aquest article és sobre la competició masculina. Per a la competició femenina, vegeu Supercopa Nacional Catalana d'hoquei sobre patins femenina |

La Supercopa Nacional Catalana d'hoquei sobre patins masculina és una competició esportiva de clubs d'hoquei sobre patins catalans, creada la temporada 2010-11. De caràcter anual, és organitzada per la Federació Catalana de Patinatge. Hi participen l'equip campió de la Lliga Nacional Catalana i de la Copa Generalitat o, si no n'hi ha, el subcampió, de la temporada anterior. Disputen una final en una seu neutral, normalment al mes de setembre. Aquesta competició obre oficialment la temporada d'hoquei sobre patins a Catalunya. Els darrers anys la competició ha sigut retransmesa en directe per la plataforma Xala! i per les televisions locals.
El dominadors de la competició són el Club Patí Taradell (2014, 2017) i el Futbol Club Barcelona (2013, 2018) amb dos títols cadascun.

## Historial
| En negreta = Equip guanyador (1) = Nombre de campionats (prò.) = Pròrroga (p.) = Penals |

| Edició | Temp.   | Data       | Campió                   | Resultat      | Subcampió               | Seu                                      | refs  |
| ------ | ------- | ---------- | ------------------------ | ------------- | ----------------------- | ---------------------------------------- | ----- |
| I      | 2010-11 | 11-09-2011 | CH Vila-seca (1)         | 3-1           | CP Masies de Voltregà   | Vila-seca                                |       |
| II     | 2011-12 | 10-09-2012 | CP Manlleu (1)           | 3-3 (2-1, p.) | FC Barcelona B          | Manlleu                                  |       |
| III    | 2012-13 | 08-09-2013 | FC Barcelona B (1)       | 6-2           | CP Vic B                | Terrassa                                 |       |
| IV     | 2013-14 | 14-09-2014 | CH Caldes (1)            | 10-4          | CE Arenys de Munt       | Arenys de Munt                           |       |
| V      | 2014-15 | 16-09-2014 | CP Taradell (1)          | 6-5           | CH Caldes               | Caldes de Montbui                        | [ 3 ] |
| VI     | 2015-16 | 13-09-2015 | CH Palafrugell (1)       | 5-4           | Girona CH               | Pavelló Municipal Palau II, Girona       |       |
| VII    | 2016-17 | 19-09-2016 | CH Tona (1)              | 6-3           | HC Alpicat              | Pavelló d'Esports de Tona                | [ 4 ] |
| VIII   | 2017-18 | 10-09-2017 | CP Taradell (2)          | 4-1           | HC Sentmenat            | Pavelló Municipal El Pujoló, Taradell    | [ 5 ] |
| IX     | 2018-19 | 09-09-2018 | FC Barcelona Lassa B (2) | 4-0           | CH Caldes Recam Làser B | Pavelló Olímpic del Club Patí Vic        |       |
| X      | 2019-20 | 07-09-2019 | HC Piera (1)             | 4-3           | HC Sant Just            | Pavelló Poliesportiu el Prat, Piera      | [ 6 ] |
| XI     | 2022-23 | 18-09-2022 | Cerdanyola CH 1)         | 3-2           | CP Congrès              | Pavelló Can Xarau, Cerdanyola del Vallès | [ 7 ] |
| XII    | 2023-24 | 09-09-2023 | Reus Deportiu B (1)      | 6-4           | Igualada HC B           | Pavelló Can Xarau, Cerdanyola del Vallès | [ 8 ] |

## Palmarès
| Equip | Campió | Subcampió | Finals | Anys campió | Anys subcampió |
| ----- | ------ | --------- | ------ | ----------- | -------------- |